# Glischrocaryon
Glischrocaryon é um género botânico pertencente à família Haloragaceae.

## Sinónimos
Segundo o sistema de classificação filogenética Angiosperm Phylogeny Website, Loudonia é sinónimo de Glischrocaryon.

## Espécies
De acordo com o IPNI, o género possui as seguintes espécies aceites:
- Glischrocaryon angustifolium (Nees) M.L. Moody & Les
- Glischrocaryon aureum (Lindl.) Orchard
- Glischrocaryon behrii (Schltdl.) Orchard
- Glischrocaryon flavescens (J.Drumm.) Orchard
- Glischrocaryon roei Endl.